# Guerras Hussitas
As guerras hussitas envolveram as ações militares contra e entre os seguidores de Jan Hus na Boémia do período de 1420 até cerca de 1434. Terminaram com a vitória dos Hussitas, particularmente dos hussitas moderados.

## Origens
O movimento hussita assumiu um caráter revolucionário imediatamente depois de a notícia da morte de Hus (a 6 de Julho de 1415) ter chegado a Praga (Hus foi condenado como herege pela Igreja, sendo posteriormente condenado à morte na fogueira por um tribunal secular). Os cavaleiros e nobres da Boémia e da Morávia, descontentes com a Igreja Católica enviaram ao Concílio de Constança um protesto (2 de Setembro de 1415), conhecido como o "protestatio Bohemorum", o qual condenava a execução de Hus numa linguagem clara e forte. As palavras "protesto ou protestante" não possuíam ainda o mesmo significado histórico que lhes são modernamente atribuídos. A atitude de Sigismundo, rei dos romanos, que enviou cartas de ameaça aos Boémios declarando que ele trataria de afogar todos os seguidores de John Wycliffe e Jan Hus, irritou fortemente a população.

## O Conflito Armado
Os hussitas resistiram a uma série de cruzadas lançadas contra a Boêmia e tiveram fôlego suficiente para realizar incursões na direção da Polônia e da Alemanha. Seus principais chefes militares foram Jan Zizka (1360-1424) e Procópio, o Calvo (1380-1434).